# Tricimba oligochaeta
Tricimba oligochaeta är en tvåvingeart som beskrevs av Ismay 1993. Tricimba oligochaeta ingår i släktet Tricimba och familjen fritflugor. Inga underarter finns listade i Catalogue of Life.